# Kashmirstruikzanger
De kashmirstruikzanger (Locustella major, synoniem: Bradypterus major) is een zangvogel uit de familie Locustellidae.

## Verspreiding en leefgebied
Deze soort komt voor in de westelijke Himalaya en westelijk China en telt twee ondersoorten:
- L. m. major: noordelijk Pakistan en noordwestelijk India.
- L. m. innae: westelijk China.

## Status
De grootte van de populatie is niet gekwantificeerd maar de soort wordt omschreven als vrij schaars. Omdat het verspreidingsgebied vrij klein is wordt aangenomen dat de populatie ook klein is. Op de Rode lijst van de IUCN heeft deze soort daarom de status gevoelig.